# اسفند (سیرجان)
اسفند روستایی در دهستان پاریز بخش پاریز شهرستان سیرجان استان کرمان ایران است.

## جمعیت
بر پایه سرشماری عمومی نفوس و مسکن در سال ۱۳۹۵ جمعیت این مکان ۱۸۵ نفر (۵۶خانوار) بوده‌است.